# Rezen Knoll

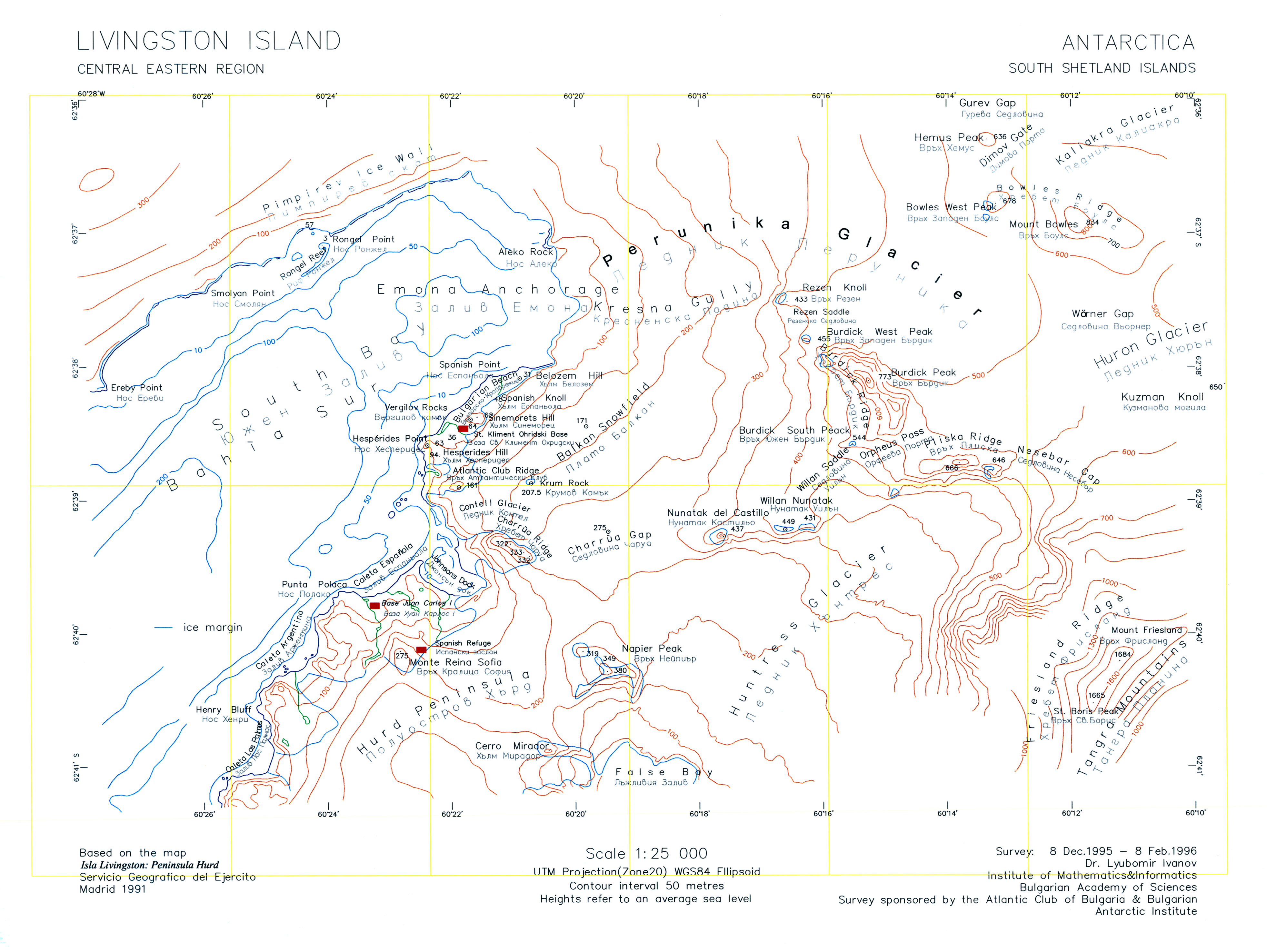
Mappa topografica del settore centro-orientale dell'Isola Livingston, con il Rezen Knoll.

Rezen Knoll (in lingua bulgara: Връх Резен, Vrah Rezen) è un poggio (knoll) alto 433 m, situato nel settore orientale dell'Isola Livingston, che fa parte delle Isole Shetland Meridionali, in Antartide. 
La collina è delimitata a est, nord e ovest dal Ghiacciaio Perunika e collegata al Burdick Ridge dalla Rezen Saddle. Il poggio ha un'ampiezza di 250 m e si sviluppa per 500 m in direzione est-ovest. È composto di lava e caratterizzato da versanti ripidi tranne che sul fianco orientale. La cima e i versanti settentrionali e occidentali sono parzialmente privi di ghiaccio.
Fu visitata per la prima volta durante la stagione estiva 1993-94 dai bulgari Kuzman Tuhchiev, Dimo Dimov e Ivan Tashukov partiti dalla Base San Clemente di Ocrida.
La denominazione, come quella dell'adiacente Rezen Saddle, deriva dal nome di due noti picchi rocciosi "Golyam Rezen" (Grande Rezen) e "Malak Rezen" (Piccolo Rezen) che fanno parte dei Monti Vitoša, situati a poca distanza da Sofia, la capitale della Bulgaria.

## Localizzazione
La collina è posizionata alle coordinate 62°37′31″S 60°16′37″W, 3,94 km a ovest del settore meridionale del Monte Bowles, 3,07 km a est-sudest di Aleko Point, 4,65 km a est-nordest di Sinemorets Hill, 1,56 km a nordovest del Burdick Peak, e 630 m a nord-nordovest del Burdick West Peak.
Mappatura preliminare britannica nel 1968, spagnola da parte del Servicio Geográfico del Ejército nel 1991; coordinate, elevazione e distanze in base alla rilevazione topografica bulgara del 1995-96. 

## Mappe
- Isla Livingston: Península Hurd. Mapa topográfico de escala 1:25000. Madrid: Servicio Geográfico del Ejército, 1991. (Map reproduced on p. 16 of the linked work)
- L.L. Ivanov. Livingston Island: Central-Eastern Region. Scale 1:25000 topographic map.  Sofia: Antarctic Place-names Commission of Bulgaria, 1996.
- L.L. Ivanov et al. Antarctica: Livingston Island and Greenwich Island, South Shetland Islands. Scale 1:100000 topographic map. Sofia: Antarctic Place-names Commission of Bulgaria, 2005.
- L.L. Ivanov. Antarctica: Livingston Island and Greenwich, Robert, Snow and Smith Islands. Scale 1:120000 topographic map.  Troyan: Manfred Wörner Foundation, 2009.  ISBN 978-954-92032-6-4
- Antarctic Digital Database (ADD). Scale 1:250000 topographic map of Antarctica. Scientific Committee on Antarctic Research (SCAR). Since 1993, regularly upgraded and updated.
- L.L. Ivanov. Antarctica: Livingston Island and Smith Island. Scale 1:100000 topographic map. Manfred Wörner Foundation, 2017. ISBN 978-619-90008-3-0